# Шарфова акула тайванська
Шарфова акула тайванська (Cirrhoscyllium formosanum) — акула з роду Шарфова акула родини Комірцеві акули. Інша назва «тайванська смугаста акула».

## Опис
Загальна довжина сягає 35-39 см. Голова невелика. Очі відносно великі, овальні. Над ними присутні надбрівні дуги. Біля ніздрів є шкірясті вирости. На горлі присутні невеликі вусики. зуби з 3 верхівками. Центральна верхівка гостра та трохи зігнута. Бокові верхівки маленькі. Тулуб гнучкий, подовжений. Спинних хребців — 159—167. Грудні плавці відносно великі. Має 2 спинних та анальний плавці, які невеликі. Хвіст помірно довгий, має 112—117 хребців. На кінчику верхньої лопаті хвостового плавця є характерний вимпел.
Забарвлення спини сіро-коричневе або жовто-коричневе. Черево світліше. Нас спині та боків є 6 розмитих поперечних плям-смуг темно-коричневого кольору, іноді майже чорні. На боках та спині є дрібні темні плямочки.

## Спосіб життя
Біологія ще достатньо не вивчена. Тримається на глибині до 100—110 м. Активна вночі. Зустрічається на континентальному шельфі. Живиться донними ракоподібними та невеличкою рибою.
Це яйцекладна акула. Стосовно процесу парування та розмноження немає достатніх відомостей.

## Розповсюдження
Мешкає біля узбережжя о. Тайвань.